# Una proposició indecent
 Una proposició indecent (títol original en anglès: Indecent Proposal) és una pel·lícula estatunidenca de 1993, dirigida per Adrian Lyne i protagonitzada per Robert Redford, Demi Moore i Woody Harrelson. La pel·lícula va ser doblada al català.

## Argument
Diana i David Murphy es coneixen des de la infantesa i s'estimen. Desgraciadament, esdevé una crisi econòmica i els dos amants perden les seves feines. Per arreglar els seus deutes que creixen, els cal reunir urgentment 50.000 dòlars, que pensen guanyar jugant a Las Vegas. Amb tota la mala sort, no guanyen res, i perden fins i tot tots els seus estalvis. Té lloc llavors un gir inesperat quan un multimilionari força estrany, John Gage, ofereix a la parella un milió de dòlars a canvi d'anar-se'n al llit amb Diana.

## Repartiment
- Robert Redford: John Gage
- Demi Moore: Diana Murphy
- Woody Harrelson: David Murphy
- Billy Bob Thornton: un turista
- Seymour Cassel: Mr. Shackleford
- Oliver Platt: Jeremy
- Rip Taylor: Mr. Langford

## Al voltant de la pel·lícula
El pianista i compositor Herbie Hancock hi té una aparició breu interpretant Nighttime.